# سعودي سات 5
سعودي سات 5 عبارة عن قمرين صناعيين (سعودي سات 5أ، وسعودي سات 5ب) أطلقتهما مدينة الملك عبدالعزيز للعلوم والتقنية بتاريخ 7 ديسمبر 2018م.

## أهداف القمرين[2]
- نقل وتوطين وتطوير تقنيات الأقمار الصناعيّة، وإنشاء البنى التحتيّة المطوّرة.
- تمكين الكوادر السعودية وتأهيلها لتطوير وتصنيع وتشغيل الأقمار الصناعية السعودية.
- خدمة الجهات المستفيدة في القطاع الحكومي في المملكة العربية السعودية.

## مهمة سعودي سات 5[2]
وسيتم الاستفادة من سعودي سات 5أ وسعودي سات 5ب في تزويد الجهات الحكومية بصور فضائية بدقة تصويرعالية لاستخدامها في شتى مجالات التنمية المستدامة. وسيتم تشغيل هذين القمرين من محطة تحكم متطورة تقع في مقر مدينة الملك عبد العزيز للعلوم والتقنية بالرياض.

## برنامج الأقمار الصناعيّة في السعوديّة[2]
أطلقت مدينة الملك عبد العزيز للعلوم والتقنية 16 قمرًا صناعيًّا سعوديًًا ما بين عامي 2000 و 2019م وتشمل هذه الأقمار ما يلي:
| الأقمار                                            | تاريخ الإطلاق | المهمة                                                                         |
| -------------------------------------------------- | ------------- | ------------------------------------------------------------------------------ |
| القمر الصناعي (سعودي سات 1أ وسعودي سات 1ب)         | 2000          | استقبال وتخزين البيانات وإرسالها للمحطات الأرضية                               |
| القمر الصناعي (سعودي سات 1ج)                       | 2002          | ترقية الأنظمة التي استخدمت في الأقمار السابقة                                  |
| القمر الصناعي (سعودي سات 2)                        | 2004          | إرسال حمولات للتصوير ونظام للتحكم ثلاثي المحاور وعجلات لتوجيه القمر حسب المهمة |
| القمرين الصناعيين (سعودي كومسات 1 وسعودي كومسات 2) | 2004          | إرسال حمولة لتتبع الممتلكات ونقل البيانات                                      |
| القمر الصناعي (سعودي سات 3)                        | 2007          | تحقيق أهداف مدنية كالتخطيط العمراني ودرء ماطر السيول                           |
| منظومة أقمار نقل البيانات (سعودي كومسات7،6,5,4,3)  | 2007          | استقبال البيانات المعيارية لملاحة وتعقب السفن التجارية حول العالم              |
| القمر الصناعي (سعودي سات 4)                        | 2014          | إجراء تجربة علمية فيزيائية باستخدام الأشعة فوق البنفسجية                       |
| مهمة استكشاف القمر (تشانغ إي 4)                    | 2014          |                                                                                |
| سعودي سات 5A,5B                                    | 2018          | تنفيذ نظام للاستشعار الكهروضوئي                                                |
| فوق هام السحب (SGS1)                               | 2019          | توفير اتصالات آمنة وبسرعات عالية لخدمة القطاعات السعودية المختلفة              |

## مميزات القمرين[8]
- أنظمة متطورة للتصوير الكهروضوئي عالية الدقّة.
- عمرها الافتراضي 5 سنوات.
- لديها أنظمة اتصالات عالية الدقّة.
- أنظمة متكاملة لتوجيه القمر لتصوير الأهداف الأرضية بدقة وسرعة.
- معالجة وتخزين البيانات بسعات عالية في الفضاء وإرسالها إلى المحطات الأرضية.

## رصد القمرين[9]
أعلنت مدينة الملك عبد العزيز للعلوم والتقنية عن رصد القمرين الصناعيين السعوديين «سعودي سات 5أ» و «سعودي سات 5ب» مع أول مرور لهما فوق سماء المملكة العربية السعودية داخل مدارهما المنخفض حول الأرض.
وأكدت المدينة أنه ومن خلال البيانات الأولية يتضح أن القمرين بدآ في مرحلة الاستقرار والدخول في طريقة التحكم المخطط لهما، وأن شحن البطاريات في المستوى المطلوب.